# Торичела ин Сабина
Торичѐла ин Сабѝна (на италиански: Torricella in Sabina) е село и община в Централна Италия, провинция Риети, регион Лацио. Разположено е на 604 m надморска височина. Населението на общината е 1404 души (към 2010 г.).